# 드래곤보트

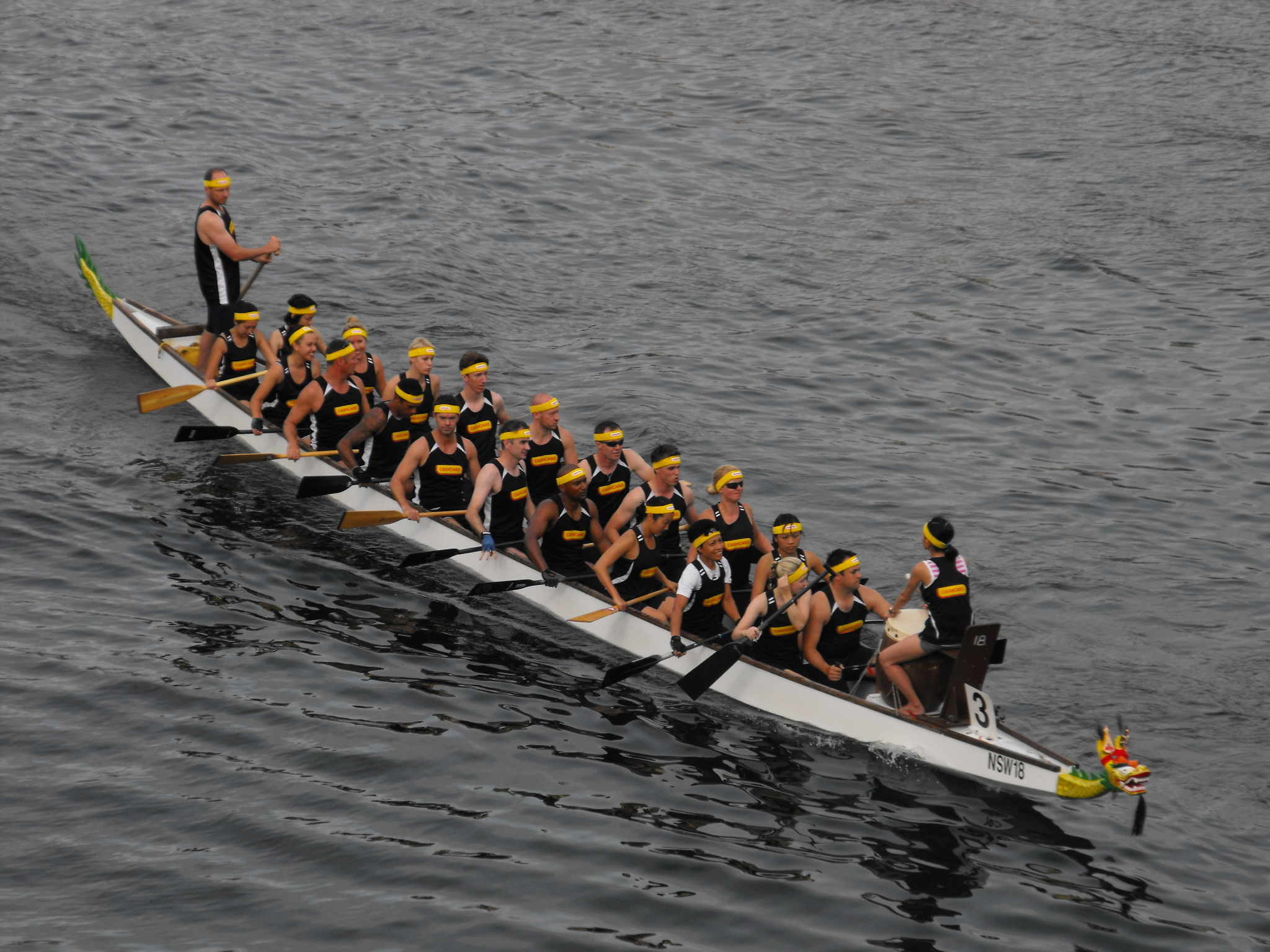
드래곤보트

드래곤보트(Dragon boat)는 다수의 인원이 노를 저어 움직이는 선박을 말하며, 용주(龍舟) 또는 용선(龍船)이라고도 한다. 본래는 광둥성의 주강 삼각주에서 사용되었으며, 기본적으로 용을 형성화 한 외관에 세부적인 모양이나 크기는 다양한 형태를 취하고 있다. 본래는 티크를 사용해 제작되었으며, 현대에는 탄소 섬유 등 보다 가벼운 재료를 사용하고 있다.

## 스포츠
현대에는 교통 수단보다는 수상 스포츠의 하나로 이용되며, 조정 경기와는 다르게 20여 명의 선수들이 북소리에 맞추어 한 동작으로 노를 저어 수면 위를 질주하는 것이 특징이다. 주로 중국 및 동남아시아 지역에서 성행하는 수상경기이며, 2010년 아시안 게임에서 정식종목으로 채택되었다.

## 같이 보기
- 국제 드래곤보트 연맹